# 2008년 하계 올림픽 농구 여자 예선
2008년 하계 올림픽 농구 여자 예선 경기는 2006년과 2008년 사이에 실시되었다. 5개의 지역 예선으로 치러졌다.
첫번째 예선 대회는 2006년 세계 여자 농구 선수권 대회였는데, 이 대회에서 우승팀은 올림픽 본선에 자동으로 진출했다. 다음 2년동안 여러 지역 예선이 2008년 베이징 하계 올림픽 본선에 진출할 대표팀을 결정하기 위해, 대륙별 선수권 대회의 2배인 지역 예선으로 치러졌다.

## 예선 대회

### 예선 통과국
총 12개의 대표팀이 올림픽 본선에 진출하며 각 NOC는 한가지 팀에 차출한다. 개최국 (중국)은 올림픽 본선에 자동으로 진출한다.
- FIBA 아프리카: 1개국
- FIBA 아메리카: 1개국
- FIBA 유럽: 1개국
- FIBA 아시아: 1개국
- FIBA 오세아니아: 1개국

### 와일드카드 획득국
- FIBA 아프리카: 2개국
- FIBA 아메리카: 3개국
- FIBA 아시아: 2개국
- FIBA 유럽: 4개국
- FIBA 오세아니아: 1개국

## 예선 결과
이것은 다른 올림픽 예선의 최종 순위이다. 개최지는 다음과 같다.
- 2006년 세계 여자 농구 선수권 대회:  상파울루, 바루에리
- 2007년 아프리카 여자 농구 선수권 대회:  다카르, 티에스
- 2007년 아메리카 여자 농구 선수권 대회:  발디비아
- 2007년 아시아 여자 농구 선수권 대회:  인천
- 2007년 유럽 여자 농구 선수권 대회:  바스토, 치에티, 란치아노, 오르토나
- 2007년 오세아니아 여자 농구 선수권 대회:  더니딘
- 2008년 올림픽 여자 농구 세계 예선:  마드리드

| 순위 | 세계 선수권 대회 | 아프리카         | 아메리카   | 아시아         | 유럽                                             | 오세아니아     | 와일드카드                                       |
| ---- | ---------------- | ---------------- | ---------- | -------------- | ------------------------------------------------ | -------------- | ------------------------------------------------ |
| 1위  | 오스트레일리아   | 말리             | 미국       | 대한민국       | 러시아                                           | 오스트레일리아 | 스페인 · 체코 · 라트비아 · 벨라루스 · 1위        |
| 2위  | 러시아           | 세네갈           | 쿠바       | 중화인민공화국 | 스페인                                           | 뉴질랜드       | 스페인 · 체코 · 라트비아 · 벨라루스 · 1위        |
| 3위  | 미국             | 앙골라           | 브라질     | 일본           | 벨라루스                                         | 피지           | 스페인 · 체코 · 라트비아 · 벨라루스 · 1위        |
| 4위  | 브라질           | 모잠비크         | 아르헨티나 | 중화 타이베이  | 라트비아                                         |                | 스페인 · 체코 · 라트비아 · 벨라루스 · 1위        |
| 5위  | 프랑스           | 나이지리아       | 캐나다     | 태국           | 체코                                             |                | 브라질                                           |
| 6위  | 리투아니아       | 카메룬           | 칠레       | 말레이시아     | 리투아니아                                       |                | 쿠바                                             |
| 7위  | 체코             | 콩고 민주 공화국 | 멕시코     | 인도           | 벨기에                                           |                | 일본 · 앙골라 · 7위                              |
| 8위  | 스페인           | 코트디부아르     | 자메이카   | 홍콩           | 프랑스                                           |                | 일본 · 앙골라 · 7위                              |
| 9위  | 아르헨티나       | 카보베르데       |            | 우즈베키스탄   | 튀르키예 · 독일 · 이탈리아 · 세르비아 · 9위      |                | 세네갈 · 아르헨티나 · 피지 · 중화 타이베이 · 9위 |
| 10위 | 캐나다           | 마다가스카르     |            | 베트남         | 튀르키예 · 독일 · 이탈리아 · 세르비아 · 9위      |                | 세네갈 · 아르헨티나 · 피지 · 중화 타이베이 · 9위 |
| 11위 | 쿠바             | 튀니지           |            | 싱가포르       | 튀르키예 · 독일 · 이탈리아 · 세르비아 · 9위      |                | 세네갈 · 아르헨티나 · 피지 · 중화 타이베이 · 9위 |
| 12위 | 중화인민공화국   | 케냐             |            | 스리랑카       | 튀르키예 · 독일 · 이탈리아 · 세르비아 · 9위      |                | 세네갈 · 아르헨티나 · 피지 · 중화 타이베이 · 9위 |
| 13위 | 대한민국         |                  |            |                | 이스라엘 · 루마니아 · 그리스 · 크로아티아 · 13위 |                |                                                  |
| 14위 | 중화 타이베이    |                  |            |                | 이스라엘 · 루마니아 · 그리스 · 크로아티아 · 13위 |                |                                                  |
| 15위 | 세네갈           |                  |            |                | 이스라엘 · 루마니아 · 그리스 · 크로아티아 · 13위 |                |                                                  |
| 16위 | 나이지리아       |                  |            |                | 이스라엘 · 루마니아 · 그리스 · 크로아티아 · 13위 |                |                                                  |

## 본선 진출국
12개의 국가 대표팀이 2008년 베이징 올림픽 본선에 진출했다.
- 오스트레일리아
- 벨라루스
- 브라질
- 중화인민공화국
- 체코
- 대한민국
- 라트비아
- 말리
- 뉴질랜드
- 러시아
- 스페인
- 미국

이탤릭체는 와일드카드로 본선에 진출한 국가이다.